# Máquina de Marly
La máquina de Marly (nombre original en francés: machine de Marly), era un gran sistema hidráulico localizado en Yvelines, Francia, construido en 1684 para bombear agua desde el río Sena hacia el palacio de Versalles.
El rey Luis XIV necesitaba un gran suministro de agua para las numerosas fuentes de los jardines del Palacio de Versalles. Antes de que se construyera la máquina de Marly, la cantidad de agua entregada a Versalles ya excedía la utilizada por la ciudad de París, pero era insuficiente y se necesitaba racionar el funcionamiento de las fuentes. Irónicamente, la mayor parte del agua bombeada por la máquina de Marly terminó siendo utilizada para desarrollar un nuevo jardín para el rey en el palacio de Marly. Sin embargo, incluso si toda el agua bombeada en Marly (un promedio de 3200 m3 diarios) hubiera sido suministrada a Versalles, aún no hubiera sido suficiente: las fuentes corriendo à l'ordinaire (es decir, a la mitad de la presión para la que estaban pensadas) todavía requerían al menos cuatro veces más agua de la que recibían.
La máquina de Marly, basada en un prototipo que se había construido en el palacio de Modave, constaba de catorce enormes ruedas hidráulicas, cada una de aproximadamente 11,5 metros (37,7 pies) de diámetro, que accionaban más de 250 bombas para elevar el agua a través de una serie de tuberías tendidas sobre una ladera, salvando el desnivel de 177 yardas (161,8 m) existente entre el río Sena y el comienzo del acueducto de Louveciennes.
Luis XIV había encargado innumerables dispositivos e inventos que se suponía que llevarían agua a las fuentes de sus palacios. La máquina de Marly fue, con mucho, su plan más extenso y costoso. Después de tres años de construcción y un coste aproximado de 5.500.000 libras francesas, se completó el enorme artilugio, considerado el más complejo del siglo XVII. "El ingeniero jefe del proyecto fue Arnold de Ville y el 'contratista' fue Rennequin Sualem (por quien ahora se nombra el muelle existente en el lugar que ocupaba la máquina)". Ambos tenían experiencia en el bombeo de agua de las minas de carbón en la región de Lieja (en la actual Bélgica).
La máquina sufría frecuentes averías, requería un personal permanente de sesenta personas para su mantenimiento y, a menudo, necesitaba costosas reparaciones. Funcionó durante 133 años. Destruida en 1817, fue sustituida por una "máquina temporal" durante 10 años y luego entró en servicio una máquina de vapor de 1827 a 1859. De 1859 a 1963, el bombeo de Marly fue asumido por otra máquina hidráulica concebida por el ingeniero Xavier Dufrayer. La máquina de Dufrayer fue desechada en 1968, siendo sustituida por bombas accionadas eléctricamente.

## Contexto histórico

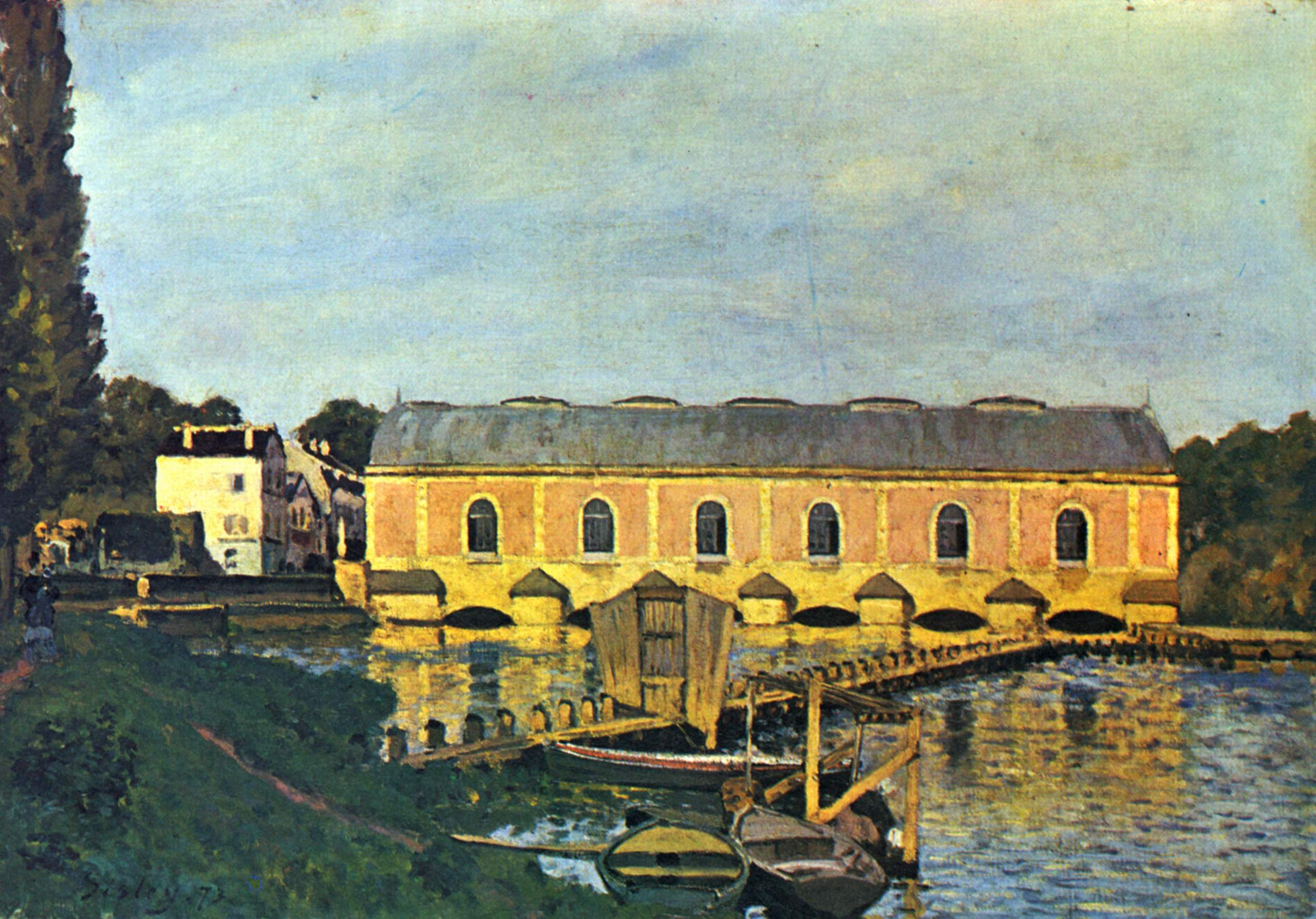
La máquina de Marly de 1859 pintada alrededor de 1873 por Alfred Sisley

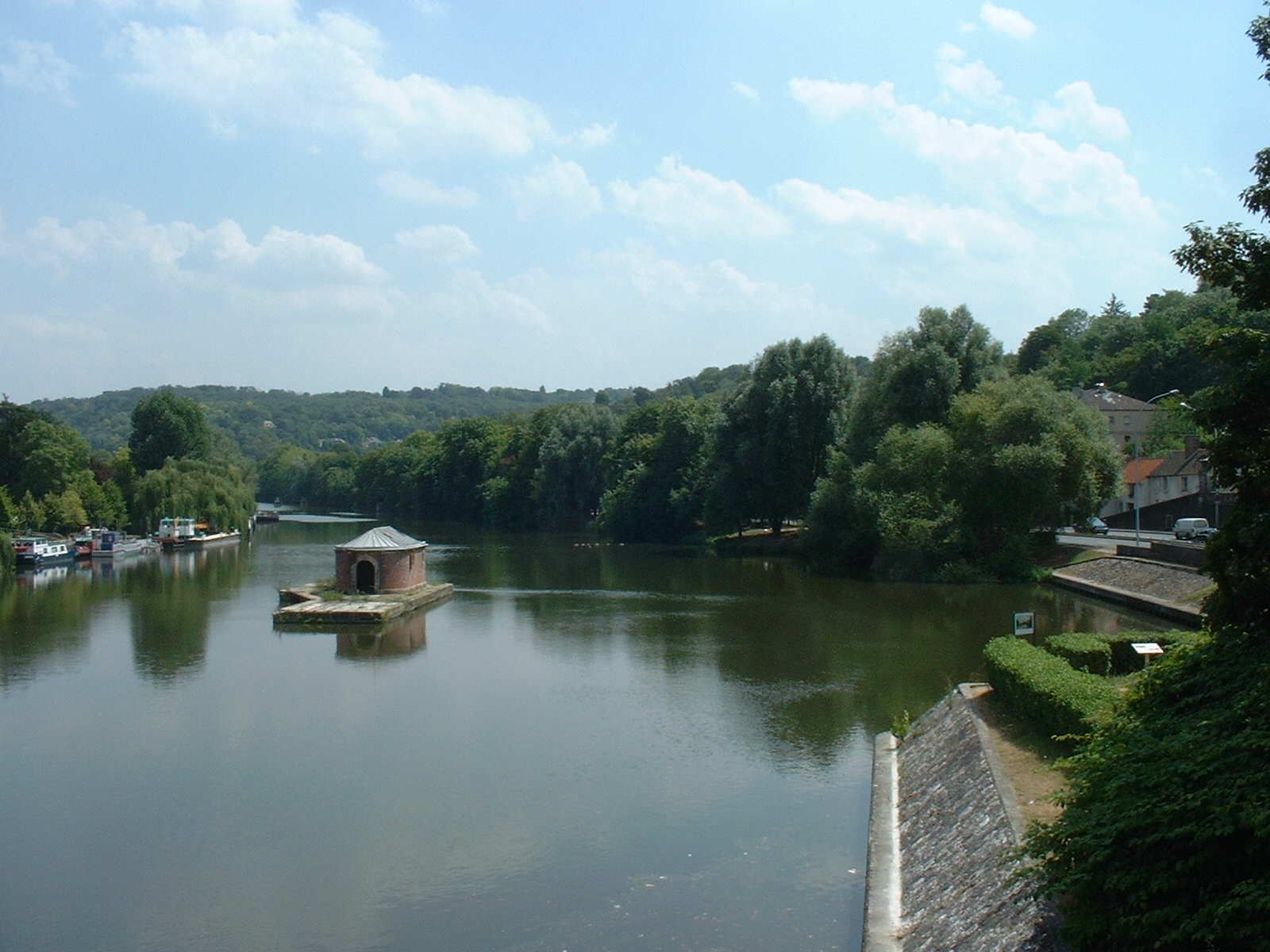
Lugar donde estuvo la máquina de Marly sobre el río Sena, cerca de Bougival

Desde el principio, la construcción del palacio y el abastecimiento de agua del parque de Versalles habían planteado un problema. El sitio elegido por Luis XIV, un antiguo pabellón de caza de Luis XIII, estaba alejado de cualquier río y situado sobre una gran elevación. La voluntad del soberano de tener un parque con cada vez más estanques, surtidores y fuentes se convirtió en una seña de identidad de su reinado, con la ampliación y mejora de un sistema permanente de abastecimiento de agua que implicaba la construcción de nuevas bombas, acueductos y embalses para obtener cada vez más agua, procedente de distancias cada vez mayores.
La idea de traer agua del Sena a Versalles se había considerado desde hacía mucho tiempo. Pero más allá de la distancia -el río se encuentra a casi 10 km del palacio- estaba el problema de la cota a ascender, del orden de 150 metros (492 pies). Desde 1670, Jean-Baptiste Colbert, el superintendente de los edifios del Rey de Luis XIV, se había opuesto a varios proyectos que planteaban aprovechar el agua del río, incluido uno propuesto por Jacques de Manse, tanto por razones de viabilidad como de costo.
Arnold de Ville (1653-1722), un joven y ambicioso burgués de la localidad de Huy en la provincia de Lieja, que ya había construido una bomba en Saint-Maur, logró presentar al rey su proyecto para bombear las aguas del río Sena hacia el palacio de Val en el bosque de Saint-Germain-en-Laye, demostrando que se podía hacer lo mismo para abastecer a Versalles. Esta máquina, una especie de maqueta a pequeña escala de lo que podría ser la máquina de Marly, impresionó al rey, quien le encargó el desarrollo de una máquina sobre el Sena para abastecer no solo a los jardines de Versalles, sino también a los del palacio de Marly entonces en construcción.

## Ubicación
La máquina de Marly estaba ubicada 7 kilómetros (4,3 mi) al norte del Palacio de Versalles y 16,3 kilómetros (10,1 mi) al oeste del centro de París, en el río Sena, en lo que es hoy el  departamento de Yvelines. Las bombas del río y los edificios administrativos estaban ubicados en lo que ahora es el pueblo de Bougival; las bombas de relevo, la maquinaria, el acueducto y los embalses se situaron en Louveciennes; y por último, se construyó un depósito de regulación en la localidad de Marly-le-Roi.
Entre Le Port-Marly y Bezons, el Sena estaba dividido longitudinalmente en dos brazos paralelos separados por una serie de islas y bermas de tierra unidas entre sí por diques construidos con empalizadas de madera y rocas, que permitían formar dos lechos de río independientes a lo largo de unos 10 kilómetros (6,2 mi). La maquinaria hidráulica de bombeo, que impulsaba el agua del río hasta la cima de la colina junto al Sena donde arranca el acueducto, se construyó sobre el brazo izquierdo del río, un poco más abajo del pequeño pueblo de La Chaussée, aguas abajo de Bougival.
 Una presa en Bezons sobre el brazo derecho del río creaba un desnivel de 3,1 metros (10' 2") de altura, empleado para impulsar las ruedas de la máquina de Marly. La estación de bombeo superior (demolida) estaba ubicada junto al Château des Eaux (1700), y bombeaba agua hasta la parte superior del acueducto de Louveciennes, que alimentaba los embalses de Louveciennes y de Marly, cerca del emplazamiento del palacio de Marly (demolido).

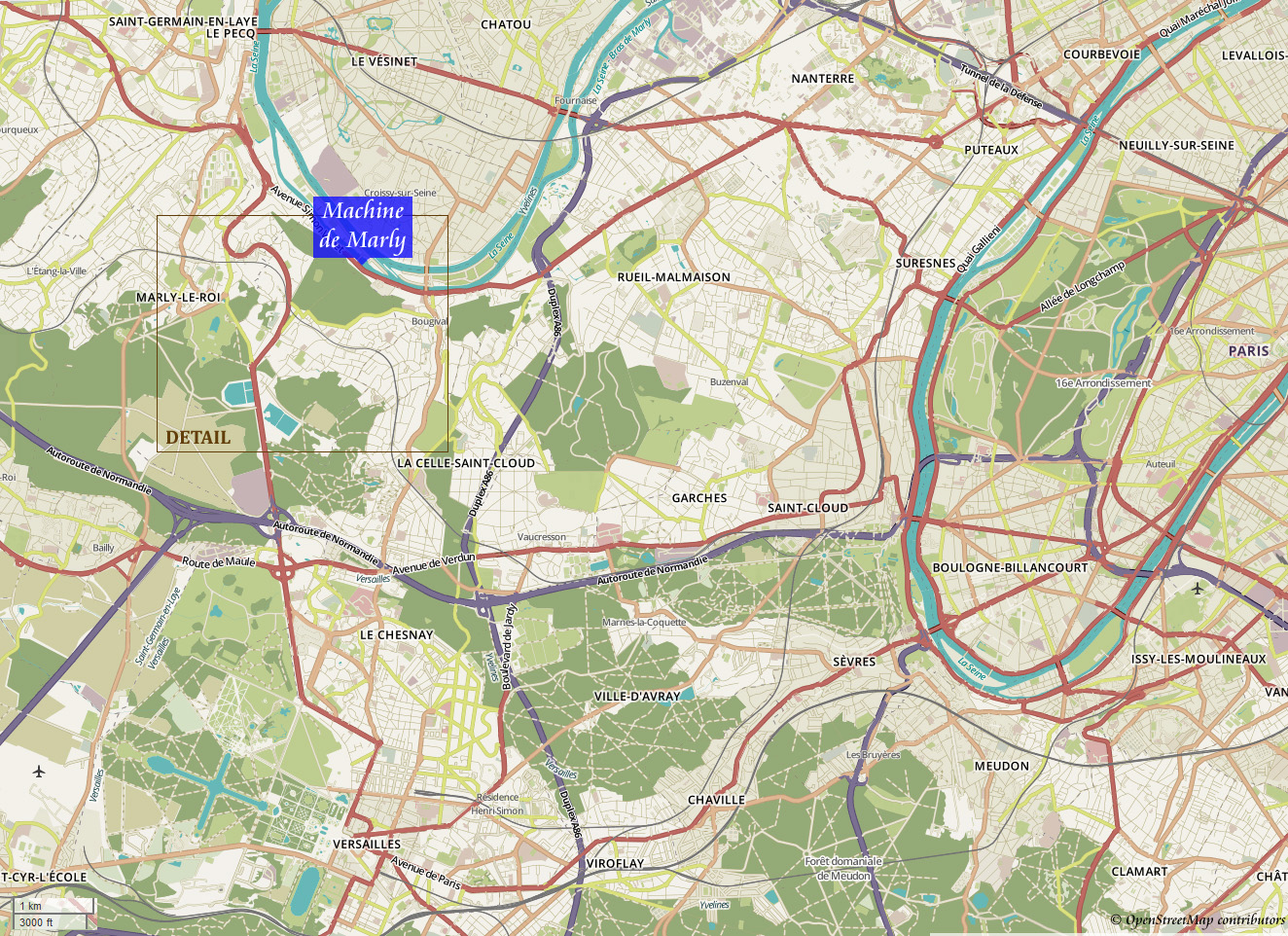
Ubicación de la máquina de Marly
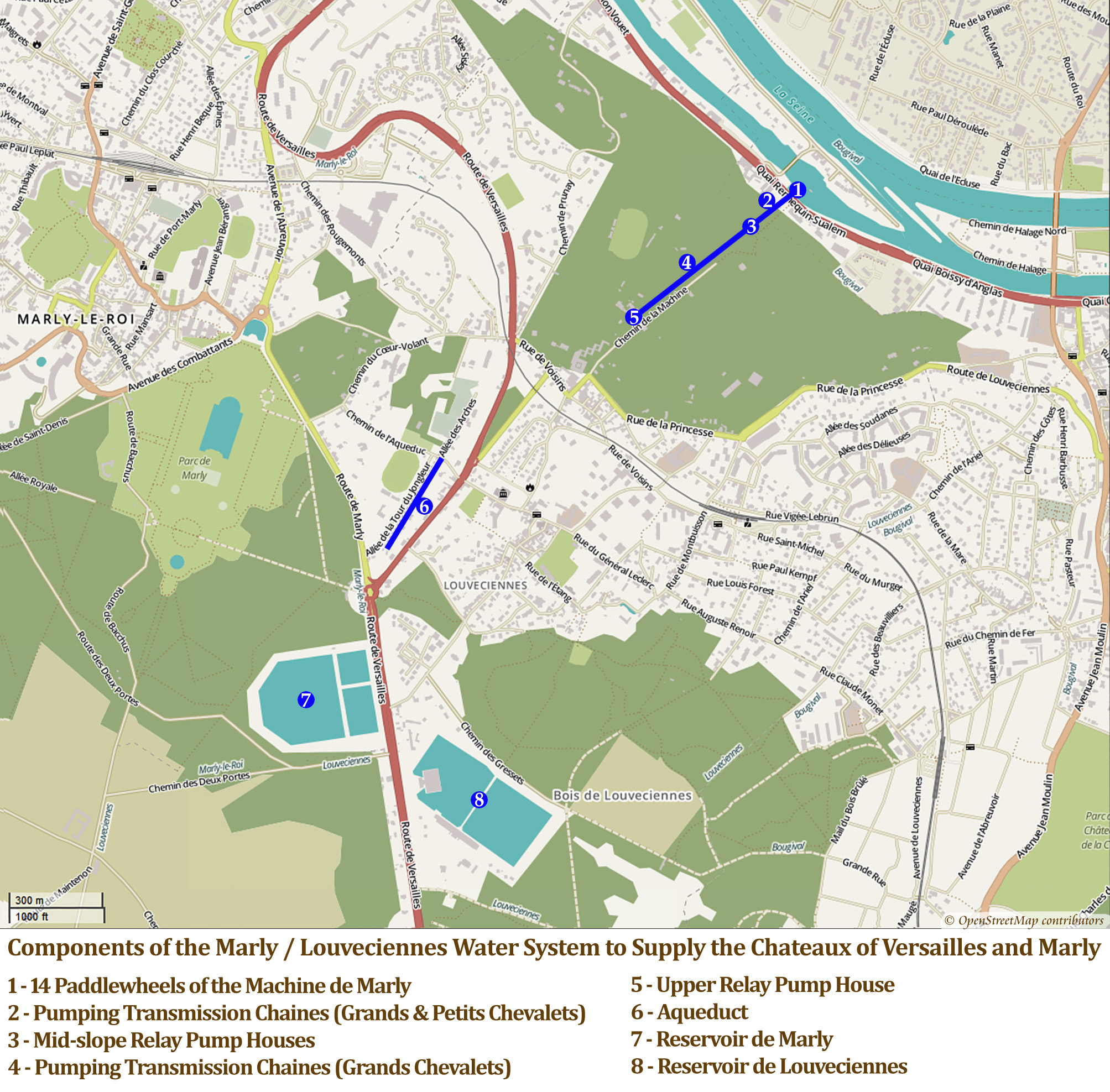
Localización de los componentes de la máquina de Marly (detalle)
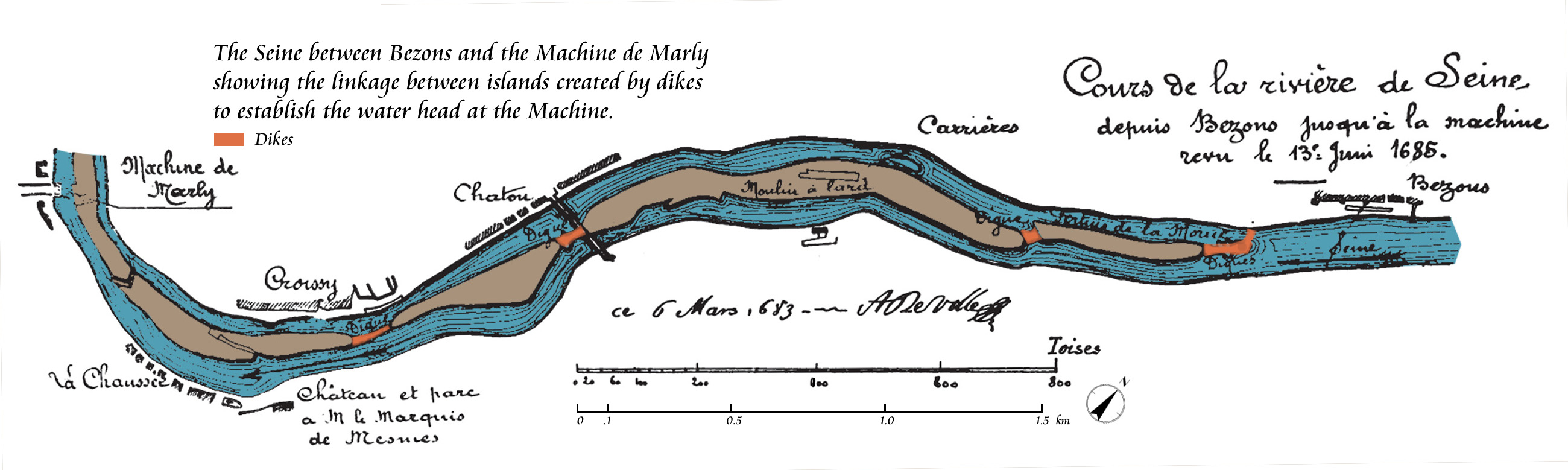
El Sena entre Bezons y la máquina de Marly, que muestra el vínculo entre islas formado por diques para generar el desnivel de agua hacia la máquina
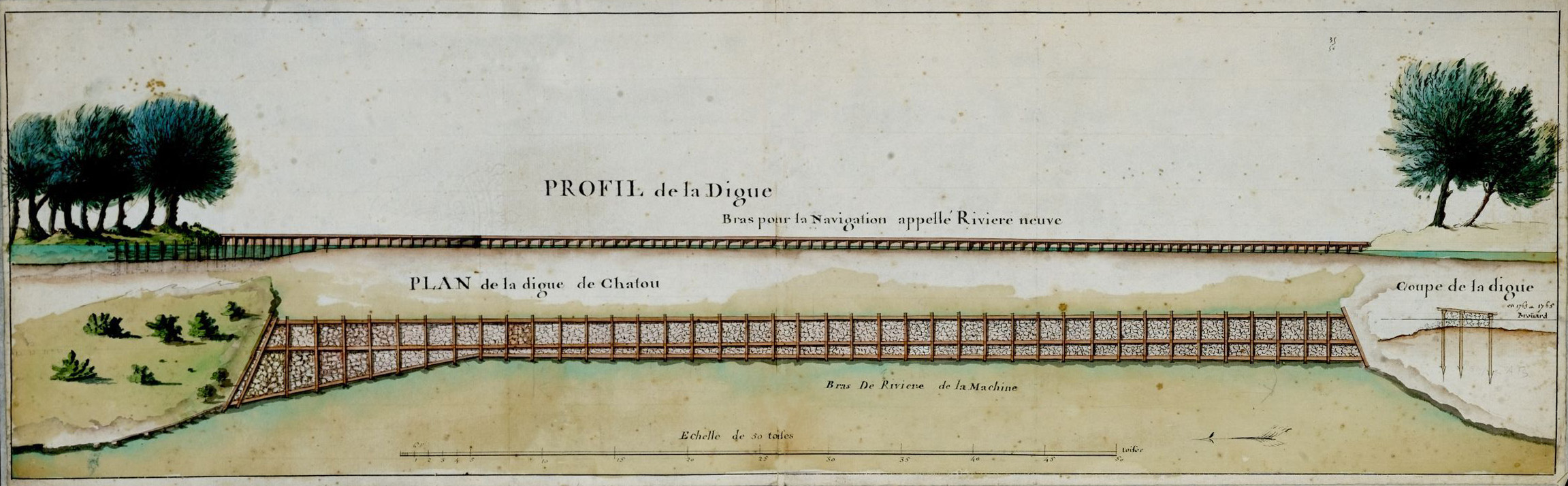
Dique fluvial en Chatou (planta, sección y perfil) (1763-1765)

## Construcción
No parece que se haya completado nunca una máquina que haya hecho tanto ruido en el mundo como la de Marly...
Bernard Bélidor

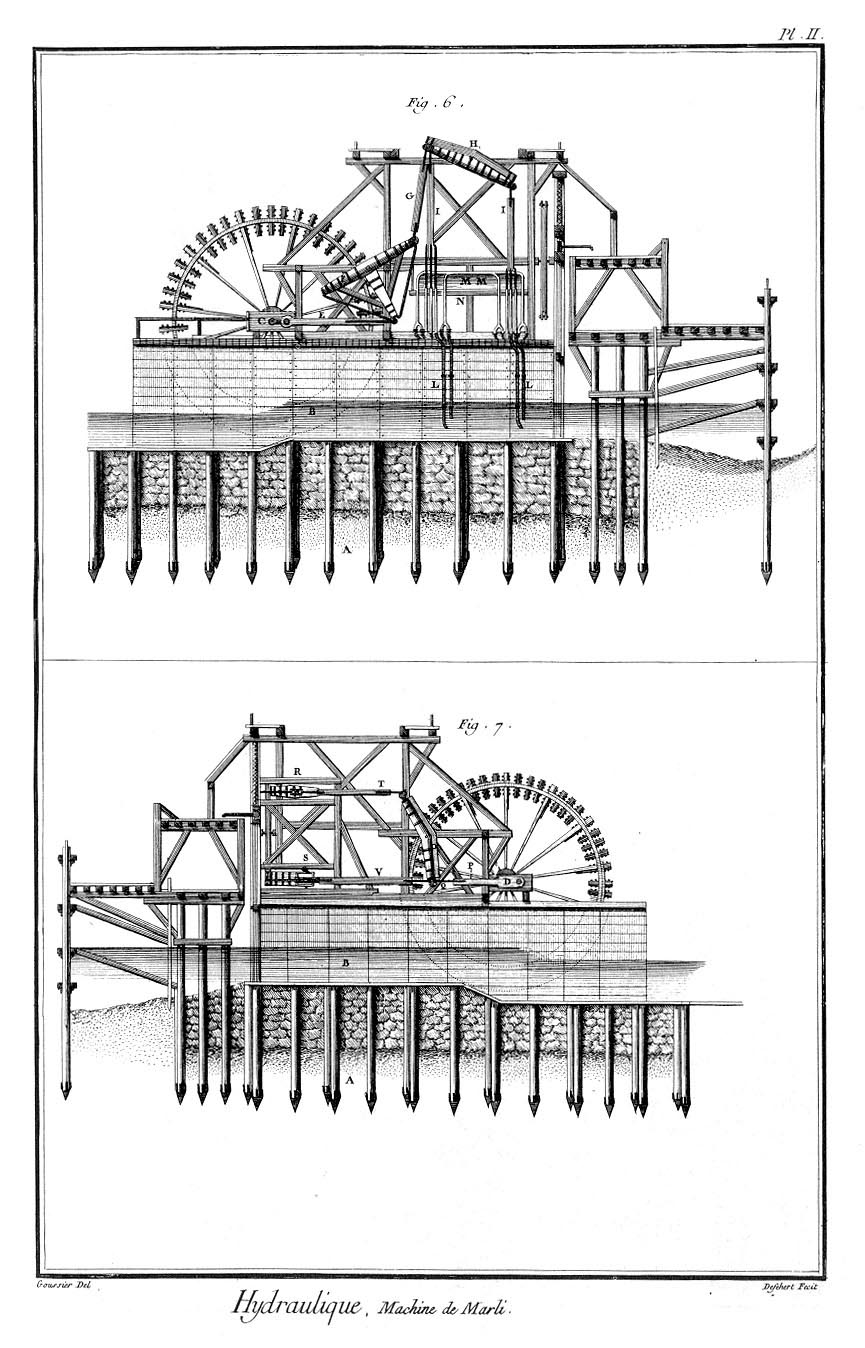
Grabado de la máquina de Marly en la Enciclopedia de Diderot (imágenes vol. 5, 1767), que muestra vistas laterales de una rueda de paletas típica, que impulsa las bombas desde un lado y las bombas remotas desde el otro

Para diseñar y construir esta máquina, Arnold de Ville, que no poseía la capacidad técnica necesaria, recurrió a dos trabajadores originarios de Lieja, el maestro carpintero y mecánico Rennequin Sualem (1645-1708) y su hermano Paulus. Ya había trabajado con ellos en una bomba en el palacio de Modave y Rennequin Sualem fue el diseñador de la bomba en el palacio de Val. Todo el proyecto (encauzamiento y diques en el Sena, construcción de la máquina y la red de acueductos y balsas) tendría una duración de 6 años. El sitio elegido junto al Sena se convertiría más tarde en la ciudad de Bougival (en la ubicación de las esclusas actuales de Bougival).
Unos 7 kilómetros aguas arriba, Colbert canalizó una parte del Sena uniendo varias islas con diques desde la isla de Bezons. Esto le permitió separar el río en dos brazos, un brazo occidental para la navegación y un brazo oriental destinado a abastecer la máquina mediante un estrechamiento y un salto de unos tres metros de altura para accionar las 14 ruedas de paletas de la máquina. La construcción movilizó 1800 trabajadores y requirió más de 100 000 toneladas cortas (90 719 t) de madera, 17 000 toneladas cortas (15 422 t) de hierro forjado, 800 toneladas cortas (726 t) de plomo y otras tantas de fundición de hierro. La madera utilizada en la construcción de la plataforma y las ruedas de la máquina, y para los diques entre las islas y para los edificios provino de los bosques circundantes. El hierro para el sistema de bielas procedía de Nivernais y Champagne, y la mayor parte de las tuberías de hierro fundido se producía en Normandía.
Numerosos obreros valones acudieron a trabajar en el proyecto. La mayoría eran emigrantes que habían abandonado su región natal debido a las dificultades económicas que experimentaba debido a la devastación provocada por las guerras. Muchos de ellos poseían conocimientos en sistemas de bombeo, adquiridos a partir de su experiencia en la evacuación de agua en las minas. Entre ellos, estaban los hermanos Sualem, que procedían de una familia de maestros carpinteros que trabajaban en las minas de Lieja. Aunque analfabetos, eran los únicos que dominaban el mecanismo de transmisión remota de energía, y especialmente el sistema de vaivén necesario para el correcto funcionamiento de la máquina de Marly. Los artesanos valones se convirtieron en trabajadores esenciales para la enorme tarea de mantener la máquina en condiciones de funcionamiento.

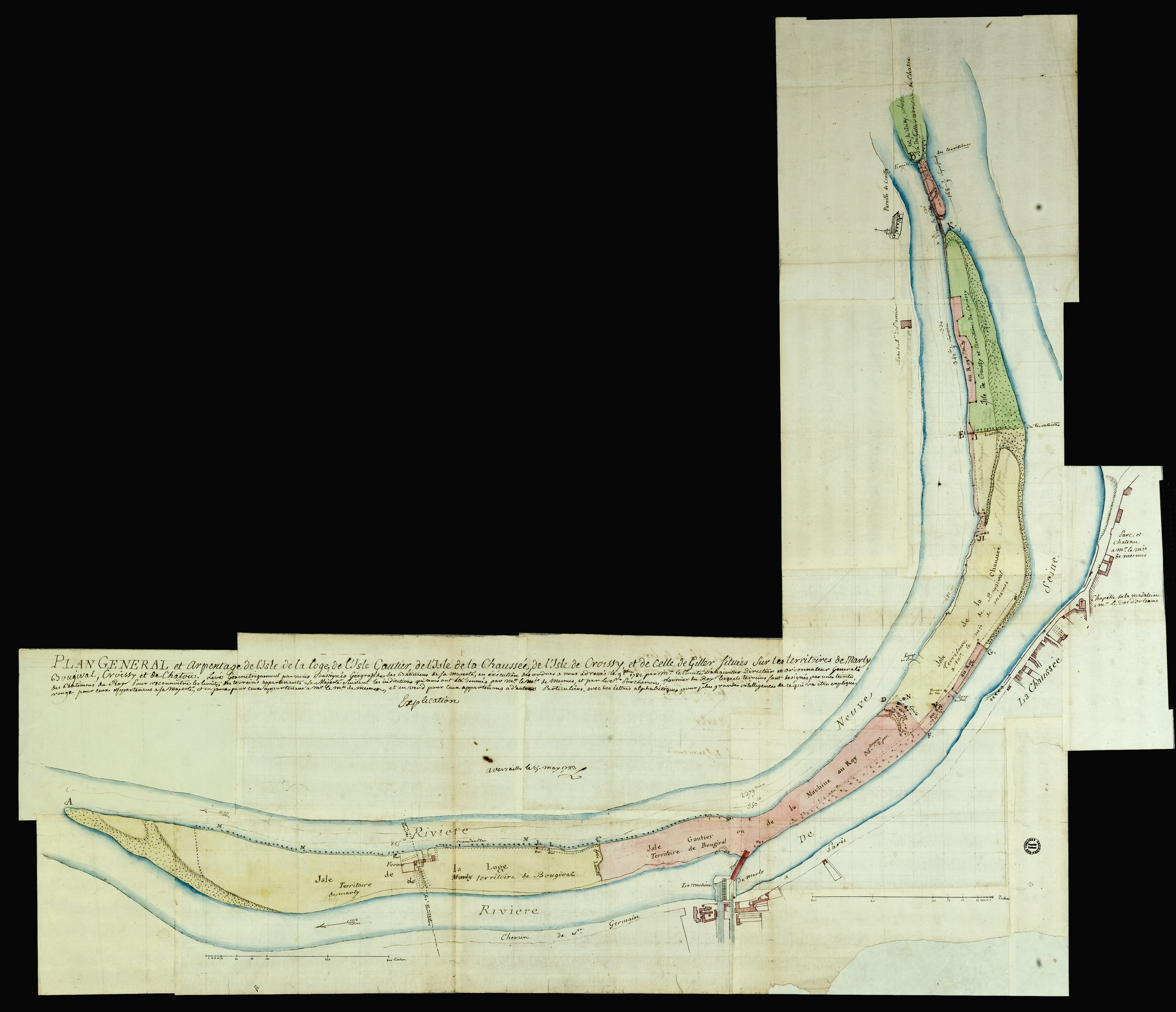
Mapa de 1783 que muestra el desvío del río Sena
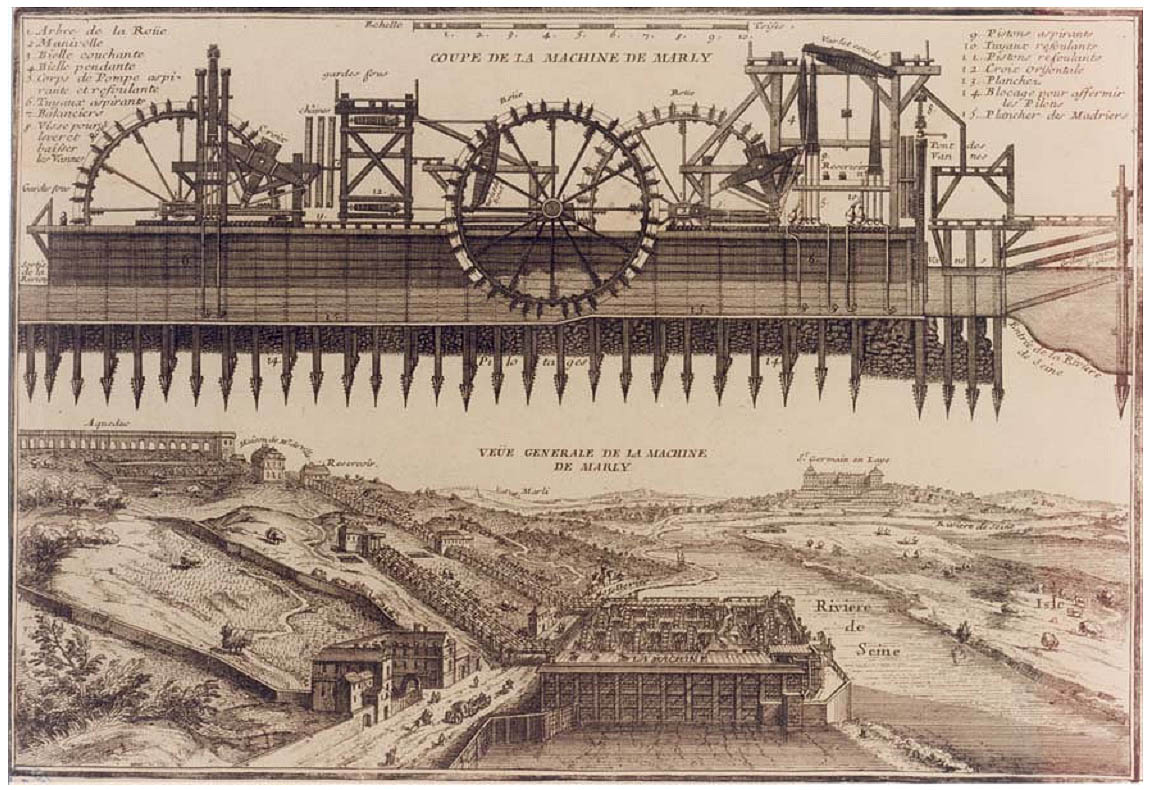
Alzado y perspectiva de la máquina de Marly (c. 1715), por Nicolás de Fer

La obra comenzó en junio de 1681 con la canalización del Sena. La construcción de la máquina comenzó a finales de 1681. El 14 de junio de 1682 se realizó una exitosa demostración en presencia de Luis XIV, con el agua elevándose hasta la cima de la ladera. La máquina fue inaugurada el 13 de junio de 1684 por el rey y su corte. El acueducto de Louveciennes se completó en 1685 y la totalidad del proyecto, tres años después, en 1688.
El costo total del proyecto fue de 5,5 millones de libras francesas (más de 100 millones de dólares de 2015). Incluía la construcción de la propia máquina (3.859.583 libras), edificios, acueductos y balsas, el abastecimiento de materiales y los salarios de los obreros y artesanos. (Rennequin Sualem era el mejor pagado, con un sueldo de 1800 libras al año). Después del final del trabajo y de la demostración exitosa, Rennequin Sualem fue nombrado Primer Ingeniero del Rey por Luis XIV y recibió el título de caballero. El rey le preguntó cómo había tenido la idea de esta máquina, a lo que Rennequin respondió en valón: "Tot tuzant, Sire" ("Pensando mucho, Sire"). Arnold de Ville ganó mucho dinero con el éxito de la máquina y pudo ascender a la aristocracia.

## Descripción

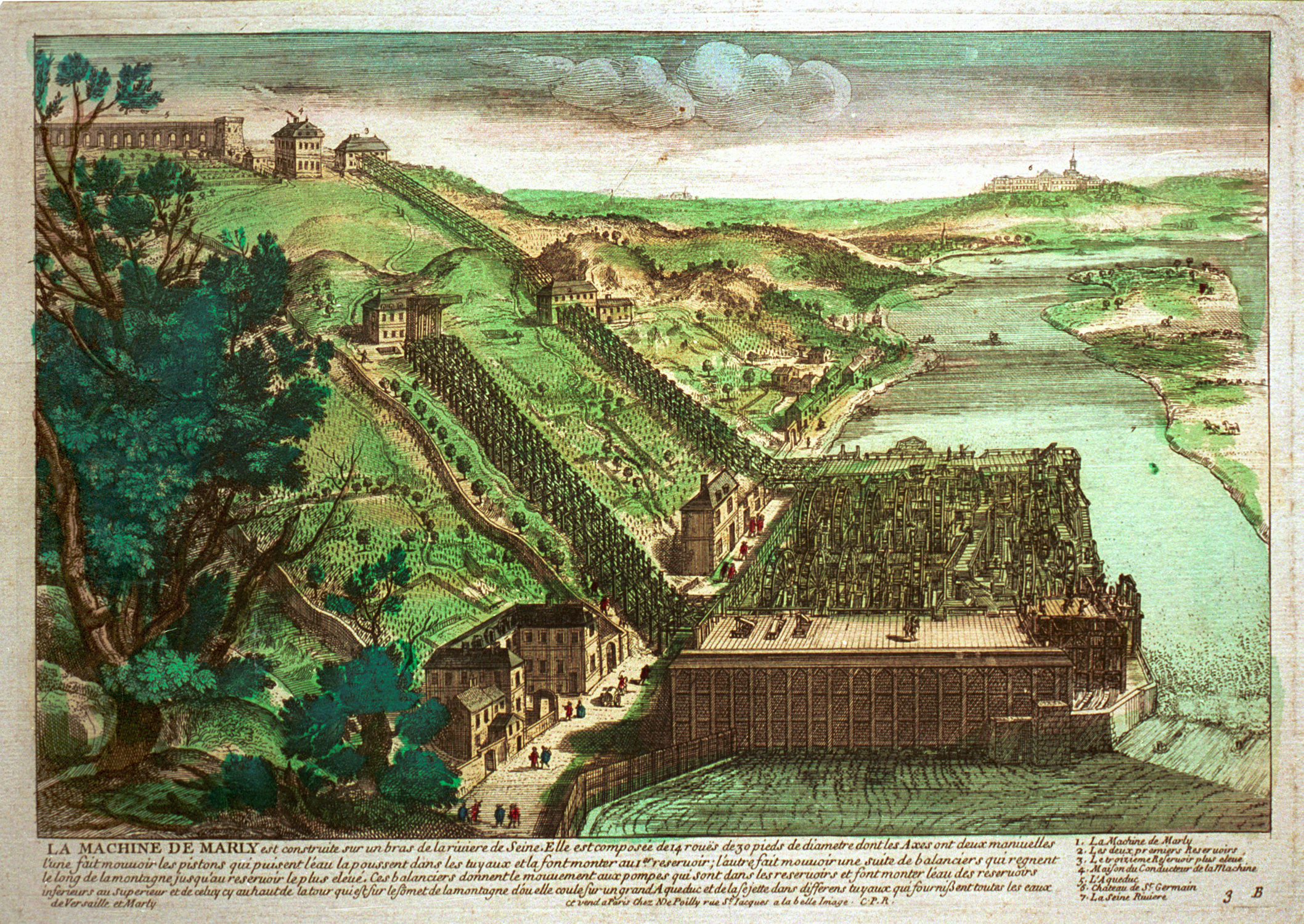
Grabado con una vista de la máquina de Marly, mirando río abajo

El grabado ilustrado aquí describe el funcionamiento de la máquina de la siguiente manera:

LA MÁQUINA DE MARLY está construida sobre un brazo del río Sena. Consta de 14 ruedas de 30 pies de París [11,9 metros (39,0 pies)] de diámetro, cuyos ejes tienen dos manivelas, una que mueve los pistones que empujan el agua hacia las tuberías y la elevan hasta el primer depósito; el otro mueve un sistema de palancas transversales que corren a lo largo de la montaña hasta el depósito más alto. Estas crucetas accionan las bombas que hay en los embalses y bombean el agua del embalse inferior al superior y de allí a la cima de la torre que está en la cumbre de la montaña, desde donde discurre por un gran acueducto que alimenta a diferentes tuberías para abastecer todas las aguas de Versalles y Marly.

La tecnología de bombeo de la época de Luis XIV no permitía impulsar directamente el agua desde el Sena hasta la parte superior del acueducto de Louveciennes, un desnivel de más de 150 metros (492,1 pies) en una sola etapa, por lo que se construyeron dos estaciones intermedias de bombas, una a 48 metros (157,5 pies) sobre el río y otra a 99 metros (324,8 pies). Las bombas en las ubicaciones intermedias estaban impulsadas por dos juegos de varillas oscilantes de madera y metal, impulsadas por las ruedas de paletas del río. Un depósito en cada estación regulaba el suministro de agua para cada nivel de bombas.

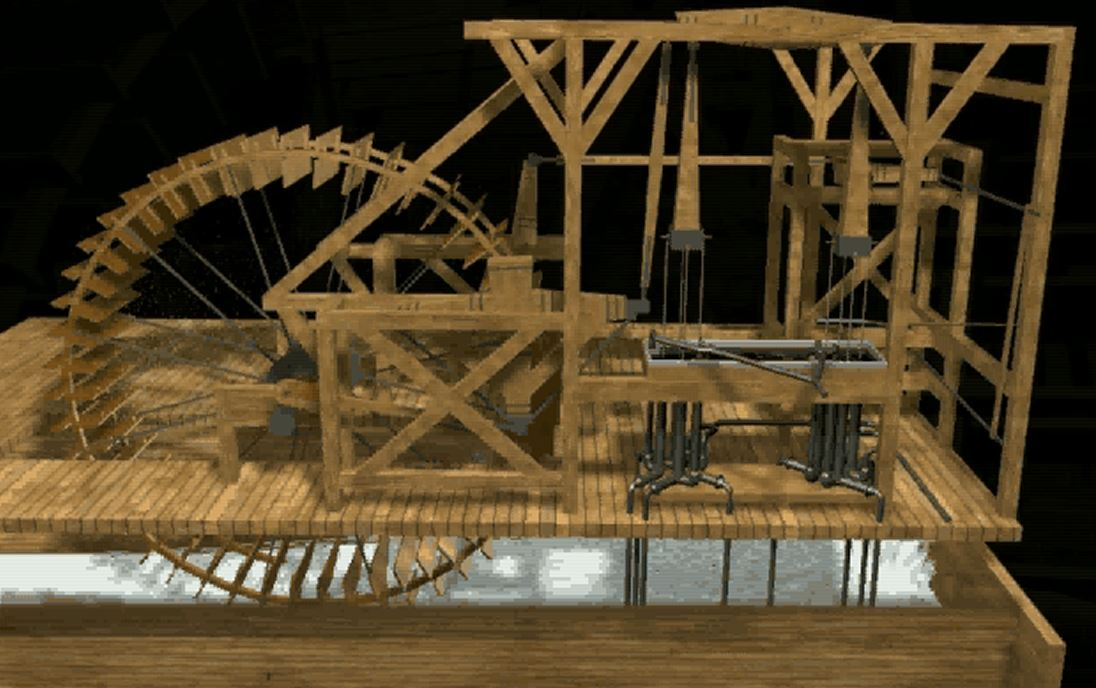
Imagen digital que muestra las bombas y el cigüeñal articulado
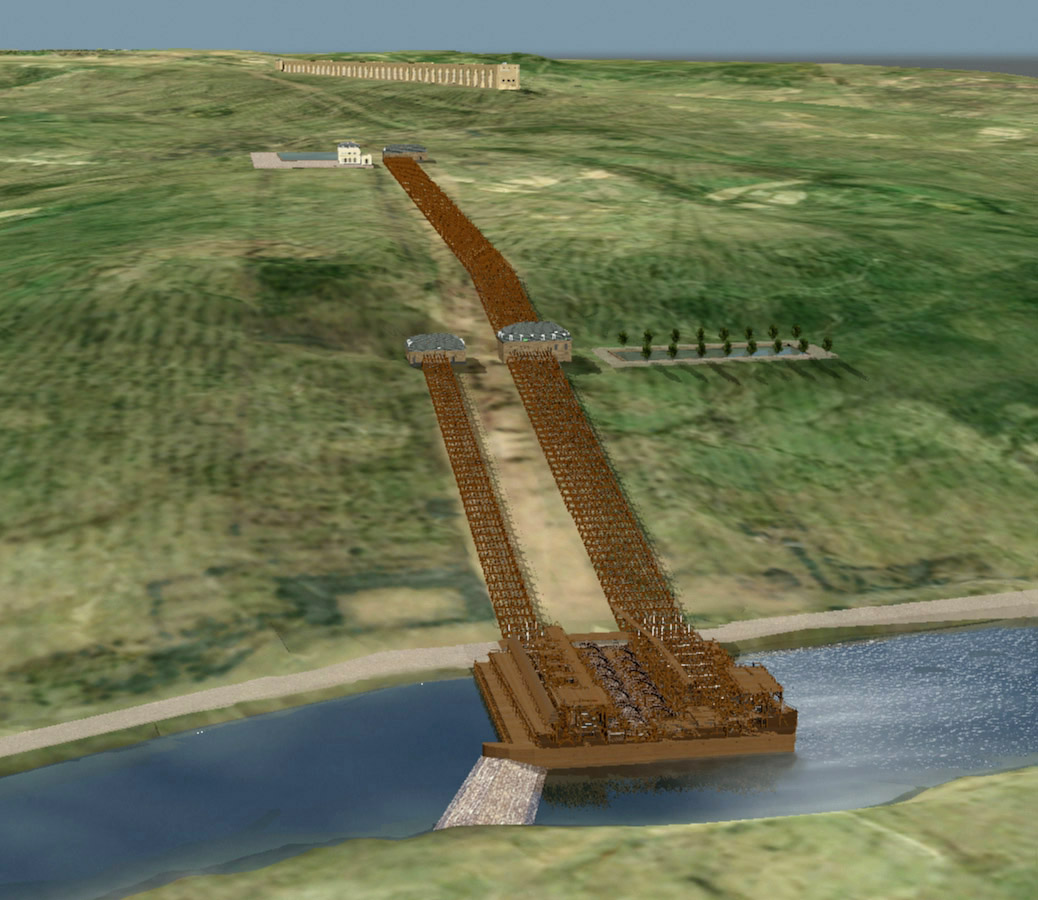
Vista sudeste
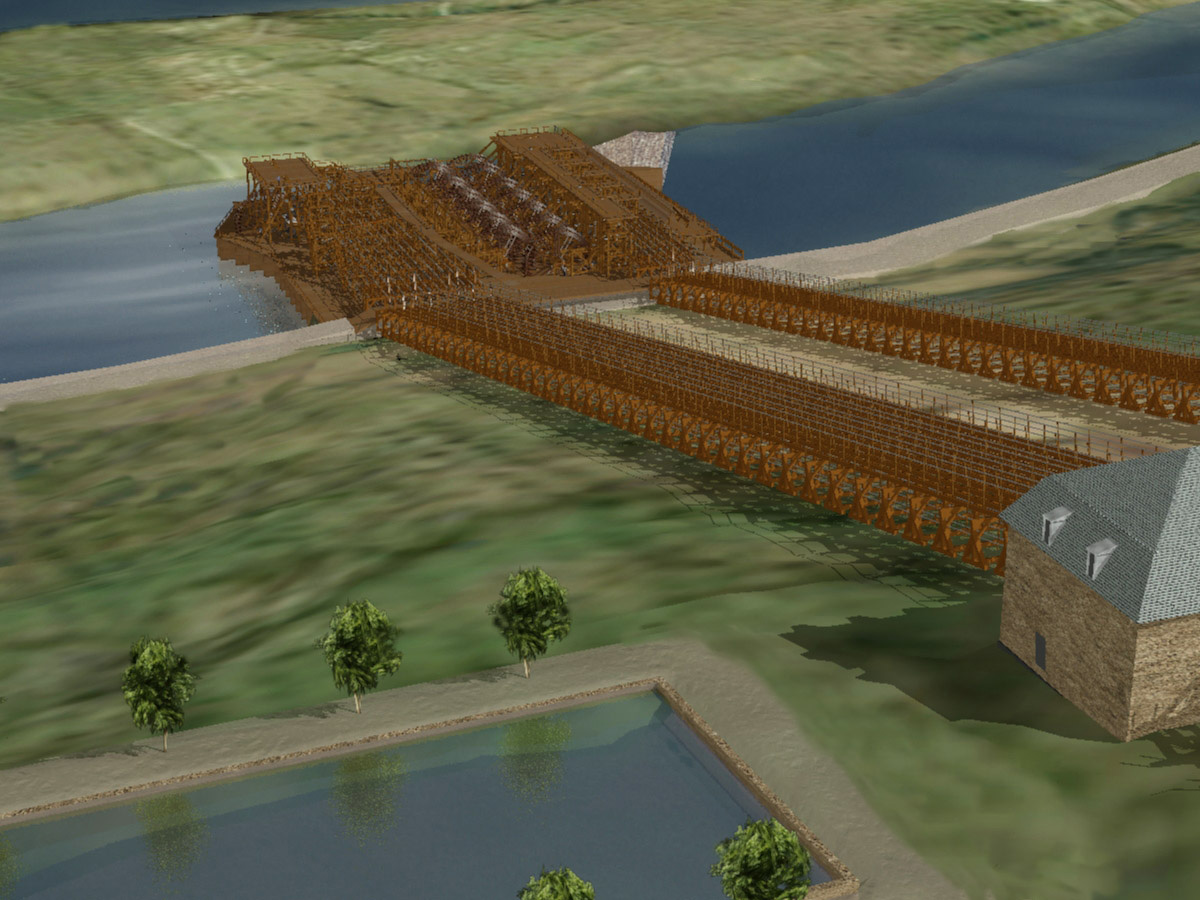
Vista noreste
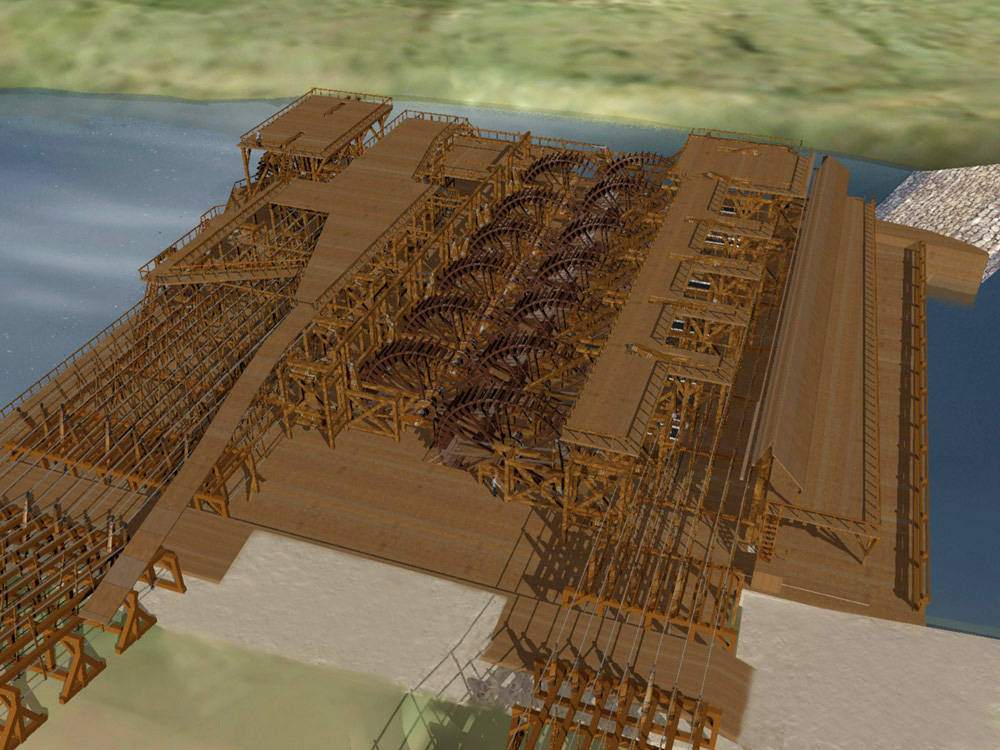
Detalle

## Restos
Algunos restos de la máquina de Dufrayer todavía son visibles hoy en día, pero quedan pocos vestigios de la obra maestra original del siglo XVII construida por los hermanos Sualem y De Ville por encargo del rey Luis XIV.
Las paredes cubiertas de maleza del embalse intermedio son visibles en la ladera, justo al lado del camino de adoquines que sube por la pendiente. Los adoquines de esta vía de servicio del siglo XVII están colocados con los bordes superiores ligeramente expuestos para permitir una mejor tracción a los caballos que transportaban cargas cuesta arriba.
Todavía existen dos edificios administrativos del complejo de máquinas original de 1684 junto al Sena.
Junto al río también se puede ver el edificio que albergaba la máquina de bombeo a vapor de 1825.
Un grabado del Observatorio de París de principios del siglo XVIII muestra la "torre Marly" a la derecha, una estructura de madera desmontada de la máquina de Marly (la torre temporal reemplazada por La tour du Levant en el inicio del acueducto de Louveciennes), trasladada al Observatorio de París por el astrónomo Giovanni Cassini para instalar sobre ella telescopios de gran longitud.

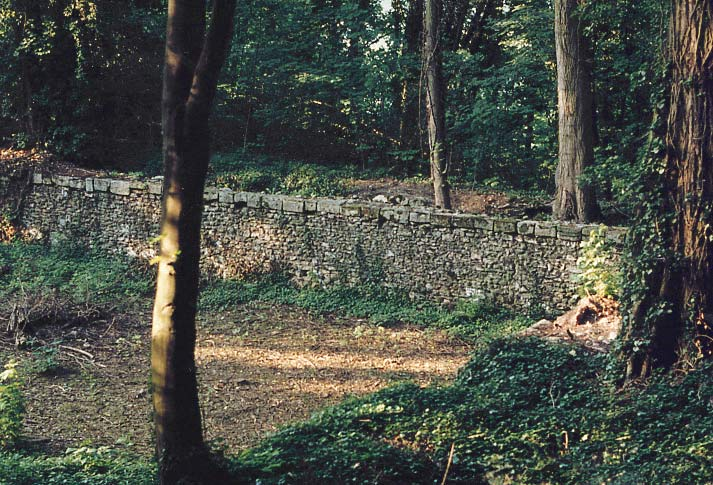
Restos del depósito de la máquina original situado en la mitad de la pendiente
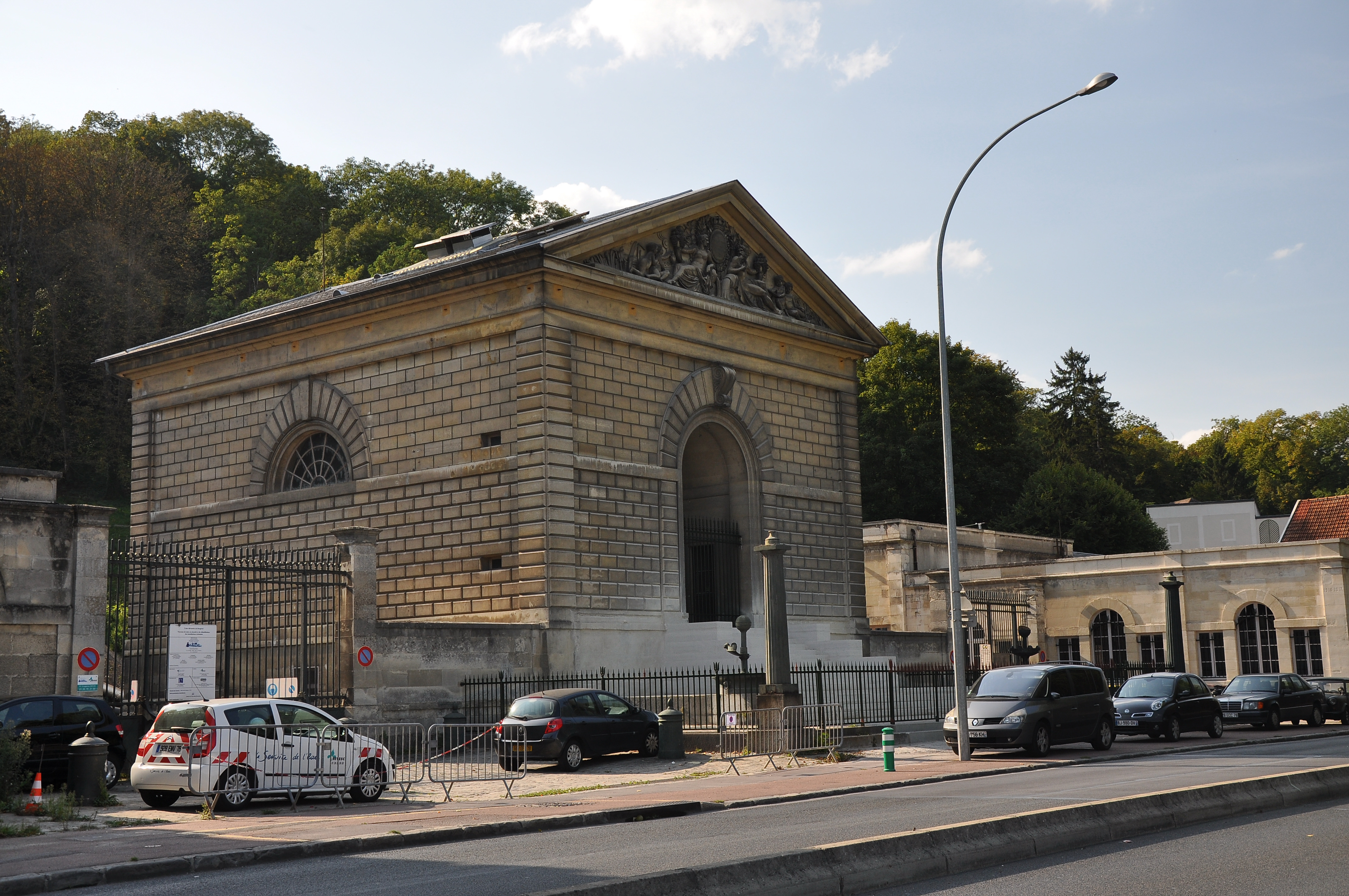
Edificio de 1825 erigido por orden de Carlos X de Francia
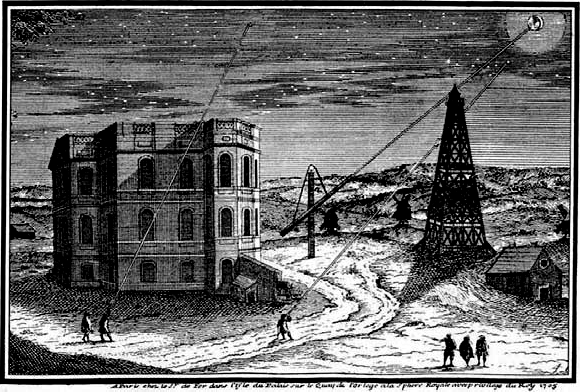
Torre de Marly en el Observatorio de París